# Belecska
Belecska (németül: Bellitsch)  község Tolna vármegyében, a Tamási járásban.

## Fekvése
A Kapos folyó völgyében fekszik, a folyó jobb parti oldalán; szerkezetileg dombvidéki útifalu.
A közvetlenül határos települések: észak felől Pincehely, kelet felől Miszla, dél felől Keszőhidegkút, délnyugat felől pedig Regöly. A legközelebbi városok Gyönk (délkelet felé 12 kilométerre), Simontornya (északkelet felé 17 kilométerre) és Tamási (nyugat felé 19 kilométerre).

### Megközelítése
Központján a Kölesd-Pincehely közti 6313-as út halad végig, ezen érhető el a 61-es főútról letérve, illetve a 63-as és a 65-ös főutak irányából is. A keleti szomszédjában fekvő Miszlával egy önkormányzati fenntartású erdei út köti össze.
A hazai vasútvonalak közül a Budapest–Pécs-vasútvonal halad át a község területén, amelynek egy megállási pontja van itt. Belecska megállóhely a belterület nyugati szélén helyezkedik el, közúti elérését csak egy önkormányzati út (települési nevén Vasút utca) biztosítja.

## Története
Első települési emléke az avar  korból származik. A határában emelt földvárat a tájban megtelepülő magyarok is megerősítették. A jelek szerint a Hedr nemzetség szállásbirtokainak egyike volt. Egy 1271-ben kelt oklevél templomáról tesz említést, utána írásos említés 1332-ből származik Beelch néven. Akkor Simontornyához tartozott.
Temploma 1454-ben még fennállott, ez idő tájt a Miszlay család birtokában volt. A török hódoltság alatt elnéptelenedik, majd néhány évtized után újra települ.
Szeghalmi Gyula az 1940-ben Budapesten kiadott Dunántúli vármegyék című kiadványában területét 2503 kat. holdra teszi. Jelenlegi lakosai száma 350 fő.

## Közélete

### Polgármesterei
- 1990–1994: Schäfer Konrádné (független)[3]
- 1994–1998: Dr. Jakab Róbert (független)[4]
- 1998–2002: Dr. Jakab Róbert (független)[5]
- 2002–2006: Dr. Jakab Róbert (független)[6]
- 2006–2010: Dr. Jakab Róbert (független)[7]
- 2010–2011: Dr. Jakab Róbert (független)[8]
- 2011–2014: Szemeti Sándor (független)[9]
- 2014–2019: Szemeti Sándor (független)[10]
- 2019–2024: Szemeti Sándor (független)[11]
- 2024– : Szemeti Sándor (független)[1]

A településen 2011. július 3-án időközi polgármester-választást kellett tartani, az előző polgármester halála miatt. A választáson aránylag nagy számú (öt) jelölt indult, de a győztes egymaga meg tudta szerezni az érvényes szavazatok abszolút többségét.

## Népesség
A település népességének változása:
| Lakosok száma | 388  | 386  | 365  | 350  | 318  | 312  | 308  |
|               | 2013 | 2014 | 2015 | 2021 | 2022 | 2023 | 2024 |

A 2011-es népszámlálás során a lakosok 94,4%-a magyarnak, 2,3% cigánynak, 1,3% németnek, 0,3% örménynek, 0,5% románnak mondta magát (5,1% nem nyilatkozott; a kettős identitások miatt a végösszeg nagyobb lehet 100%-nál). A vallási megoszlás a következő volt: római katolikus 25,3%, református 3,8%, evangélikus 9,5%, görögkatolikus 0,3%, felekezeten kívüli 41,9% (18,4% nem nyilatkozott).
2022-ben a lakosság 94,7%-a vallotta magát magyarnak, 2,2% németnek, 0,6% görögnek, 0,3-0,3% ukránnak, szlováknak, cigánynak és szerbnek, 0,9% egyéb, nem hazai nemzetiségűnek (4,7% nem nyilatkozott; a kettős identitások miatt a végösszeg nagyobb lehet 100%-nál). Vallásuk szerint 28,6% volt római katolikus, 6,3% evangélikus, 4,1% református, 0,6% görög katolikus, 0,6% egyéb katolikus, 8,8% felekezeten kívüli (50,9% nem válaszolt).

## Nevezetességei
- 100 éves evangélikus temploma van.
- Belecska szülötte Lackner Aladár evangélikus esperes (1932–2000).
- Építészeti nevezetessége a falu mellett lévő Mechwart-kastély.
- A Kapos árterétől a Hegyhátig az erdős részek vegyes vadállományban gazdagok.